# In the Park
In the Park (br: Carlitos no parque / pt: Charlot no parque) é um filme mudo estadunidense de curta-metragem de 1915, do gênero comédia, produzido por Jess Robbins para o Estúdios Essanay, e escrito, dirigido e protagonizado por Charles Chaplin.
Foi o primeiro de muitos de seus filmes em que o cenário foi totalmente construído em um estúdio de cinema.

## Sinopse

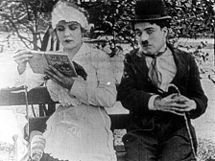
Cena do filme

Um ladrão rouba a bolsa de uma enfermeira e, após isso, ele tenta roubar o Vagabundo, mas acaba perdendo os seus cigarros e fósforos. Já o Vagabundo, com fome, tenta roubar um cachorro-quente de um outro ladrão, com a sua bengala. Quando o ladrão tenta pegar a comida do Vagabundo, ele consegue pegar a bolsa da moça que, então, passa de mão em mão até voltar para as mãos da sua proprietária, que fica brava por seu namorado não tê-la protegido. O namorado vai até o lago para, desesperado, se atirar nele, mas o Vagabundo o salva.

## Elenco
- Charles Chaplin .... Vagabundo
- Edna Purviance .... enfermeira
- Leo White .... o conde
- Leona Anderson .... parceira do conde
- Bud Jamison .... namorado da enfermeira
- Billy Armstrong .... ladrão
- Ernest Van Pelt .... ladrão